# Tudor Casapu
Tudor Casapu lub Fiodor Kasapu (ros. Фëдор Михайлович Касапу, Fiodor Michajłowicz Kasapu; ur. 18 września 1963 w Mingirze) – radziecki i mołdawski sztangista, mistrz olimpijski i dwukrotny medalista mistrzostw świata.

## Kariera
Wielokrotny medalista mistrzostw ZSRR, w 1986 został wicemistrzem kraju w wadze do 67,5 kg z wynikiem 330 kg w dwuboju (te same zawody były rozgrywane w ramach spartakiady narodów). Rok później zwyciężył w Pucharze ZSRR, tym razem już w cięższej kategorii wagowej. Następnie w latach 1988-1990 zostawał trzykrotnie mistrzem ZSRR i reprezentantem tego kraju na mistrzostwach świata w Budapeszcie, w których zwyciężył z wynikiem 360 kg w dwuboju.
W 1991 roku zajmował głównie trzecie miejsca, był bowiem trzeci na mistrzostwach ZSRR i spartakiadzie narodów, trzeci na mistrzostwach Europy we Władysławowie i na mistrzostwach świata w Donaueschingen.
W 1992 roku jego jedynym większym turniejem były igrzyska olimpijskie w Barcelonie. Uzyskał 155 kg w rwaniu i 202,5 kg w podrzucie, łącznie uzyskując 357,5 kg. Miał taki sam wynik jak Kubańczyk Pablo Lara, jednak wygrał dzięki mniejszej masie ciała.
Kolejne lata były już dla niego nieudane, nie ukończył dwuboju na mistrzostwach świata w Melbourne w 1993 roku, niesklasyfikowany został także na mistrzostwach świata w Atenach sześć lat później. W 1995 roku brał udział w mistrzostwach Europy w Warszawie, w których został zdyskwalifikowany za doping.
Po zakończeniu kariery został przewodniczącym Mołdawskiej Federacji Podnoszenia Ciężarów.